# Wilhelm Tell (Rossini)

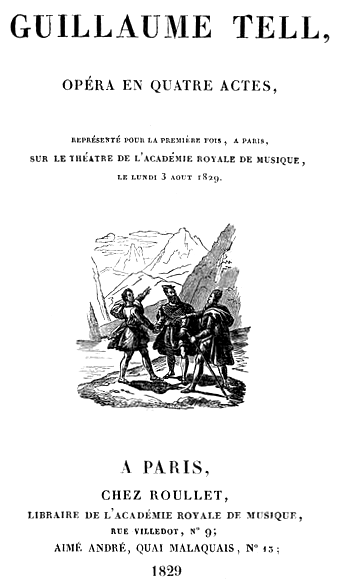
Librettots titelsida, Paris 1829.

Wilhelm Tell (franska: Guillaume Tell; italienska: Guglielmo Tell) är en opera i fyra akter med musik av Gioacchino Rossini. Libretto av Étienne de Jouy och Hippolyte Louis Florent Bis som bygger på Friedrich von Schillers skådespel Wilhelm Tell och Jean Pierre Claris de Florians berättelse Guillaume Tell ou La Suisse libre.

## Litterär bakgrund
Schillers skådespel är baserat på Aegidius Tschudis krönika Chronicon Helveticum (Schweiziska krönikan) från 1500-talet och handlar om den schweiziska kantonen Uris frihetskamp. Skådespelet, vars politiska budskap blev föremål för motstridiga tolkningar, hyllades som en lovsång till friheten, men förkortades radikalt på grund av sina naturskildringar. I Tyskland blev dramat under nazisttiden rent av förbjudet (1941), eftersom det legitimerade mördandet av en tyrann. Schillers verk kan i själva verket tolkas på många sätt, eftersom frihetskampens politiska budskap är lika tydligt som den nästan klassicistiska och idylliska framställningen av de enkla och dygdiga människornas liv. Omständigheterna sätter visserligen deras mod och heroiska stridsberedskap på prov, men efter "utfört arbete" återvänder de till sin "normala" vardag.

## Historia

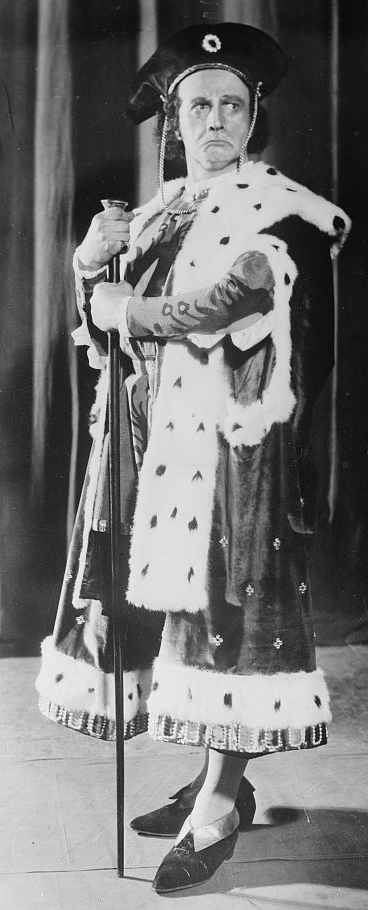
Den polske operasångaren Adamo Didur (1874-1946) som Gesler.

Efter framgången med Le siège de Corinthe tog Rossini itu med ännu en opera på ett frihetstema. På detta stadium i sin karriär hade han föresatt sig att bevisa för parisarna att han var i stånd att skriva en stor heroisk opera på deras eget språk, och frihetsmotivet lämpade sig för detta syfte. Till skillnad från Rossinis tidigare operor ville han nu göra ett ordentligt arbete och inte göra Parispubliken besviken. Arbetet tog nästan nio månader eftersom han visste att mycket stora förväntningar skulle ställas på just detta verk. de Jouys bearbetning av Schillers drama vållade honom problem på grund av den svaga dramatiska uppläggningen, men ändå lyckades han skriva en musik som var långt mer varierad än hans tidigare operor. Han förkastade helt sin gamla italienska stil med crescendon, cabalettor, strettor och virtuosa koloraturer, och höll en högdramatisk stil som även innehöll en del lokalkolorit inspirerad av schweiziska folksånger för att göra verket mer trovärdigt.
Operan uruppfördes den 3 augusti 1829 på Grand Opéra i Paris. Men premiären blev inte den succé man hade väntat sig. Premiären varade i över fem timmar. Publiken hade tråkigt eftersom den förväntade sig den vanlige spirituelle Rossini men fick något nytt i stället, kritikerna däremot erkände direkt operan som något stort och nytt. Donizetti sade att första och tredje akten var skrivna av Rossini och den andra akten var skriven av Gud. Ett bevis, kanske något anekdotiskt, på operans längd var att när Rossini var ute och promenerade på Paris gator träffade han på operans direktör som hade den goda nyheten att de skulle sätta upp andra akten av Wilhelm Tell, varvid den slagfärdige Rossini svarade: Verkligen! Hela andra akten?!.
Fram till att kung Karl X av Frankrike störtades i julirevolutionen 1830 hade operan spelats 43 gånger. På grund av operans stora format kortade Rossini ned operan till tre akter 1831 och skrev en ny final. Den 18 mars 1830 gavs operan i Bryssel och sex dagar senare spelades den på tyska i Frankfurt am Main. Den 27 mars gavs den i Budapest. I London spelades en engelsk version med titeln The Tell of the Tyrol den 1 maj. I Italien framfördes operan som Guglielmo Tell i en översättning av Luigi Balocchi i Lucca den 17 september 1831. På grund av operans politiska tema fick operan problem med censuren i vissa länder. Där kunde den endast under andra titlar och med stora förändringar i texten få framföras. I Riga som Karl der Kühne, och i Sankt Petersburg och Warszawa som Carlo il temerario. I Milano påbjöd den habsburgska censuren att handlingen förlades till Skottland och titeln ändrades till Guglielmo Vallace. I Rom fick den titeln Rodolfo di Sterlinga.
Den svenska premiären ägde rum på Stockholmsoperan den 4 juni 1856 och den iscensattes åter med premiär den 27 december 1930 och den 12 maj 1967.

## Rossinis sista opera
Efter Wilhelm Tell skrev Rossini över huvud taget mycket lite. Han var 37 år gammal och skulle leva 39 år till, men lika outslitligt energisk som han hade varit under första hälften av sitt liv, lika overksam var han under den sista. Man har på olika sätt sökt förklara denna hans plötsliga brist på energi. Dels har man menat, att det tidigare hektiska arbetstempot hade slitit ut honom, dels har man satt hans tystnad i samband med att Wilhelm Tell efter hand bara uppfördes i mer eller mindre lemlästat skick. Man har menat, att han inte vågade ta risken att möjligen förstöra sitt namn genom ett nederlag med ett nytt verk, och det har hävdats att hans skaparförmåga var död. Själv sade han, att han var för lat för att skriva mer.
Enligt senare biografer har det hävdats att den egentliga orsaken var att han inte var frisk. Han led av olika sjukdomar av ganska allvarlig art, och han kände sig säkert ännu sämre än han i själva verket var. Men det allvarligaste var kanske hans överkänslighet för stämningar, hans nervositet och ängslan. Hans sinnestillstånd gjorde det helt enkelt omöjligt för honom att arbeta. Han sade själv en gång: "att vi borde komma till världen med segelgarn i stället för nervtrådar".

## Ouvertyren
Eftervärlden känner till fler Rossiniouvertyrer än -operor. Många av ouvertyrerna har etablerat sig i konsertrepertoaren som självständiga orkesterverk. Den mest berömda och viktigaste är utan tvivel ouvertyren till Wilhelm Tell. Här förebådas operans handling genom den musikaliska stämningen, men i motiviskt avseende handlar det om en från operan oavhängig komposition - all musik förekommer i operan endast som besläktade stämningar.
Ouvertyren kan delas in i fyra delar, alla sammanhängande som en symfonisk dikt.
1. Soluppgång i Alperna för fem celli och en kontrabas
2. Alpstorm med full orkester
3. Herdarna i bergen med lockrop och vallåtar, engelskt horn, flöjt och triangel
4. Galoppen (De schweiziska soldaternas marsch) för full orkester avslutar ouvertyren.

Trots att det varken förekommer hästar eller kavallerichocker i själva operan har ouvertyren kommit att associeras med detta, framför allt inom andra kultursfärer. Den mest kända referensen torde vara att den amerikanske TV-serien Lone Ranger använde galoppen som signaturmelodi på 1950-talet. Finalen citeras även av Johann Strauss den yngre i William Tell Galop (Op. 29b), publicerad bara några månader efter operans Parispremiär, samt av Dmitrij Sjostakovitj i första satsen av hans Symfoni nr 15.
I Walt Disneys tecknade kortfilm The Band Concert från 1935 förstör Kalle Anka ett framförande av ouvertyren genom att gång på gång försöka ta upp melodin Turkey in the Straw på flöjt. Stanley Kubrick hade med musiken i filmen A Clockwork Orange.

## Personer
- Guillaume/Wilhelm Tell, schweizisk sammansvuren (baryton)
- Arnold Melchtal, schweizisk sammansvuren (tenor)
- Walter/Walther Fürst, schweizisk sammansvuren (tenor)
- Melchtal, Arnolds far (bas)
- Jemmy, Tells son (sopran)
- Gesler/Gessler, kejserlig riksfogde i kantonerna Schwyz och Uri (bas)
- Rodolphe/Rudolf, anförare för Geslers bågskyttar (tenor)
- Ruodi, fiskare (tenor)
- Leuthold, herde (bas)
- Mathilde, habsburgsk prinsessa (sopran)
- Hedwige/Hedwig, Tells hustru (mezzosopran)
- En jägare (bas)
- Hovfolk, härolder, pager, soldater, Geslers vakter, jägare, lantfolk, folk Kör och balett

## Handling

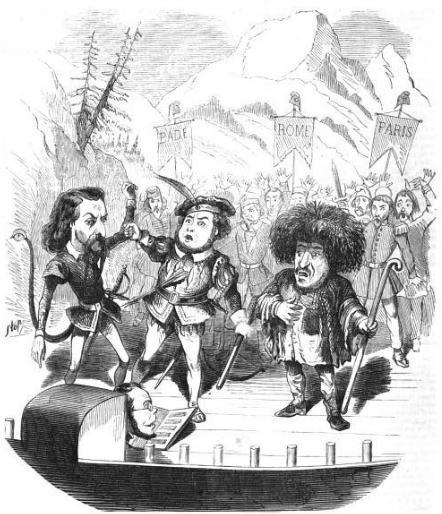
Karikatyr av operans akt II från 1849.

Operan utspelar sig i 1200-talets Schweiz.
Akt I
En bröllopsfest i den schweiziska byn Bürglen i kantonen Uri överskuggas av de habsburgska härskarnas tyranni. Wilhelm Tell försöker förgäves vinna Arnold Melchthal för frihetskampen. Men denne älskar den habsburgska prinsessan Mathilde och försöker förbli lojal mot den främmande makten. Herden Leuthold har i självförsvar dödat en österrikisk soldat och är på flykt undan soldaterna. Eftersom fiskaren inte vill frakta över Leuthold till sjöns motsatta strand på grund av ett annalkande oväder, erbjuder sig Tell att göra det istället. Ingen förråder Tell för Geslers män, som därför hämnas genom att ta Arnold Melchthals gamle far som gisslan.
Akt II
Mathilde har tröttnat på hovlivet och längtar efter naturen. Arnold och Mathilde bekänner sin kärlek och svär varandra evig trohet. Men när Arnold får veta att hans far har blivit dödad på Geslers befallning, ansluter han sig till frihetskämparna. Ledarna för kantonerna Uri, Schywz och Unterwalden svär att gemensamt kämpa mot de främmande tyrannerna.
Akt III
Gesler anordnar en fest och befaller att alla byinvånarna skall böja sina huvuden inför hans hatt, som är uppsatt på en påle. Tell vägrar och tvingas av Gesler att med sitt armborst skjuta bort ett äpple från sin lille sons huvud. Tell lyckas, men tillstår att han, om sonen hade dött, med sin nästa pil skulle ha dödat fogden. För detta döms Tell till döden.
Akt IV
Gesler och hans folk befinner sig tillsammans med den fängslade Tell ute på Vierwaldstättersjön. Ett oväder bryter ut och den ende som förmår styra båten är Tell. Han styr i riktning mot sin hemstrand, där han hoppar i land, stöter ut båten och sedan dödar tyrannen med en pil från ett armborst som han får av sin son. Överallt syns vårdkasar som vittnar om att motståndet har flammat upp. Inget står längre i vägen för schweizarnas seger.

## Musiken
Orkestern består av:
- Träblås: tre flöjter (två piccolaflöjter), två oboer, två klarinetter, två fagotter
- Bleckblås: fyra valthorn, två trumpeter, tre tromboner
- Slagverk: pukor, bastrumma, cymbal, triangel, tamtam, klockspel
- Två harpor
- Stråkar
- Scenmusik: fyra horn

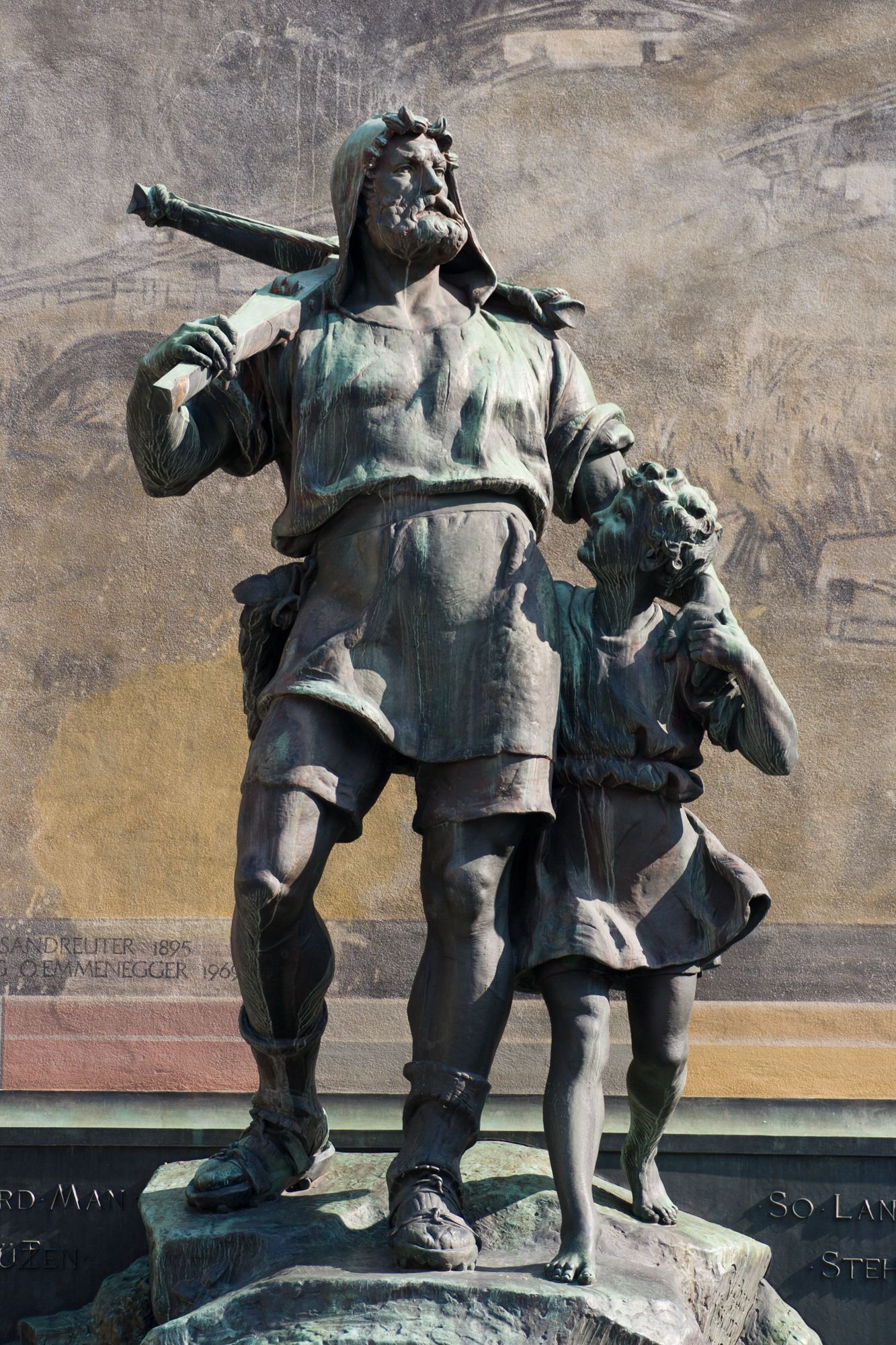
Staty av Wilhelm Tell och hans son i Altdorf.

Operan innehåller följande musiknummer:
- Ouvertyr

Akt I
- Nr. 1. Introduktion: "Quel jour serein le ciel présage" (Scen 1) 
  - Kvartett (Guillaume, Hedwige, Jemmy, Fischer): "Accours dans ma nacelle" (Scen 1)
  - Recitativ: "Contre les feux du jour" (Scen 3)
- Nr. 2. Duett (Guillaume, Arnold): "Où vas-tu? quel transport t'agite?" (Scen 5) 
  - Recitativ: "Sur nos têtes le soleil brille" (Scen 6)
- Nr. 3. Kör: "Ciel, qui du monde es la parure" (Scen 6) 
  - Recitativ: "Des antiques vertus" (Scene 6b)
- Nr. 4. Kör: "Hyménée, ta journée fortunée luit pour nous" (Scen 8)
- Nr. 5. Pas de six
- Nr. 6. Pas d’archers och kör: "Gloire, honneur au fils de Tell"
  - Recitativ: "Pâle et tremblant se soutenant à peine" (Scen 9)
- Nr. 7. Final: "Dieu de bonté, Dieu tout-puissant" (Scen 11)
- Ensemble: "Que du ravage" (Scen 11)

Akt II
- Nr. 8. Jägarkör: "Quelle sauvage harmonie" (Scen 1)
- Nr. 9. Recitativ (Mathilde): "Ils s'éloignent enfin" (Scen 2) 
  - Romans (Mathilde): "Sombre forêt" (Scen 2)
  - Recitativ: "Ma présence pour vous" (Scen 3)
- Nr. 10. Duett (Arnold, Mathilde): "Oui, vous l'arrachez à mon âme" (Scen 3) 
  - Recitativ: "On vient, séparons-nous" (Scen 3)
- Nr. 11. Terzett (Arnold, Guillaume, Walter Furst): "Quand l'Helvétie est un champ de supplices" – "Qu’entends-je? ô crime! hélas! j’expire!" (Scen 4)
- Nr. 12. Final: "Des profondeurs du bois immense" (Scen 4–7) 
  - Ed: "Jurons, jurons par nos dangers" (Scen 7)

Akt III
- Nr. 13. Recitativ och duett (Arnold, Mathilde): "Arnold, d'où naît ce désespoir" (Scen 1) 
  - Aria (Mathilde): "Pour notre amour" (Scen 1)
  - Cabaletta (Mathilde): "Sur la rive étrangère" (Scen 1)
- Nr. 14. Marsch och kör: "Gloire au pouvoir suprême" (Scen 2) 
  - Recitativ: "Que l'empire Germain de votre obéissance" (Scen 2)
- Nr. 15. Pas de trois och tyrolerkör: "Toi que l'oiseau ne suivrait pas" (Scen 2)
- Nr. 16. Pas de soldats 
  - Recitativ: "Audacieux, incline-toi!" (Scen 3)
- Nr. 17. Kvartett (Gesler, Rodolphe, Guillaume, Jemmy): "Tant d'orgueil me lasse" (Scen 3) 
  - Kör: "C'est là cet archer redoutable" (Scen 3)
  - Recitativ: "Rejoins ta mère, je l'ordonne" (Scen 3)
  - Aria (Jemmy): "Ah, que ton âme se rassure" (Scen 3, struken kort tid före premiären)
  - Arie (Guillaume): "Sois immobile" (Scen 3)
- Nr. 18. Scen: "Je te bénis en répandant des larmes" (Scen 3)
- Final: "Qu'ai-je appris? sacrifice affreux!" (Scen 4)

Akt IV
- Nr. 19. Recitativ: "Ne m'abondonne point espoir de la vengeance" (Scen 1) 
  - Aria (Arnold): "Asile héréditaire" (Scen 1)
  - Kör: "Guillaume est prisonnier et nous sommes sans armes" (Scen 2)
  - Cabaletta (Arnold): "Amis, amis, secondez ma vengeance" (Scen 2)
  - Scen och recitativ: "Où vas-tu? ta douleur t'égare" (Scen 3)
- Nr. 20. Terzett (Mathilde, Hedwige, Jemmy): "Je rends à votre amour un fils digne de vous" (Scen 4)
- Nr. 21. Scen, bön och final: "Quoi! dans nos maux, acceptant un partage" (Scen 4–11) 
  - Bön (Hedwige): "Toi, qui du faible est l'espérance" (Scen 5)

## Diskografi (urval)
- William Tell. Gerald Finley, Malin Byström, John Osborn, Marie-Nicole Lemieux. Orchestra e Coro dell’Accademia Nazionale di Santa Cecilia. Antonio Pappano, dirigent. EMI Classics 028 8262. 3 CD.[3]